# NGC 5505
NGC 5505 es una galaxia espiral barrada (SBa) localizada en la dirección de la constelación de Bootes. Posee una declinación de +13° 18' 17" y una ascensión recta de 14 horas, 12 minutos y 31,6 segundos.
La galaxia NGC 5505 fue descubierta en 6 de junio de 1886 por Lewis A. Swift.